# Camp du Poteau
Le champ de tir et polygone d'essai, également nommé camp du Poteau, est un site militaire de 9 000 hectares situé entre les départements français des Landes et la Gironde.

## Présentation
« Le Poteau » est le nom du lieudit sur lequel le camp est implanté, sur le territoire de six communes : Lencouacq, Luxey, Callen, Retjons dans les Landes et Captieux et Lucmau en Gironde. Site militaire unique en France, il permet aux avions de chasse de réaliser des exercices de tirs à bombes réelles afin de préparer les pilotes aux opérations extérieures. Il permet également de détruire des obus de la Seconde Guerre mondiale non explosés, d'anciens stocks de munitions ou de pratiquer des exercices contre les feux de forêt.

### Historique
L'histoire du Poteau débute au moment de la Première Guerre mondiale : en février 1918, une unité du génie forestier des Etats-Unis est envoyée dans le Sud-Ouest de la France pour approvisionner le front de l'est en poteaux de mine et en bois de tranchées. Elle construit dans ce secteur du massif forestier landais une scierie grande et moderne pour l'époque : alors que les forestiers locaux travaillent encore avec des attelages tirés par des mules, les hommes du génie américain conduisent des engins motorisés (camions de la marque Packard et Rickers, side-cars Indian). En 1919, l'armée américaine quitte le sol français, laissant derrière elle son cantonnement.
Après la Seconde Guerre mondiale, dans le cadre des accords de l'OTAN, le camp est cédé aux forces américaines pour en faire un dépôt de munitions. En 1950, le terrain est ainsi défriché et un village de tentes est dressé pour accueillir les premiers G.I.s, des civils américains et des soldats polonais, soit plus de 1 000 personnes au plus fort de l'activité. S'en suivent des travaux de construction en dur, avec l'aide de 800 ouvriers venus de Gironde et des Landes, bénéficiant de salaires supérieurs à la moyenne. La population de Captieux passe ainsi de 1 415 habitants en 1946 à 1 934 habitants en 1962.
En 1966, le président de la république Charles de Gaulle signe l'ordre de départ des Américains : le matériel est transporté par voie maritime du port de Bassens vers Manchester et le 28 août 1967, le camp du Poteau est rendu à la France. Certains soldats américains s'établissent en France tandis que des couples formés localement migrent vers les Etats-Unis.
La présence en nombre de militaires américains dans un site isolé attire une vie nocturne (bars, boîtes de nuit) et différents trafics de contrebande avec les locaux : cigarettes, carburant et prostitution notamment, qui perdure après 1967. Le 12 mars 1987, une grande opération policière permet le démantèlement définitif d'un réseau de prostitution de vaste envergure subsistant aux abords du camp.

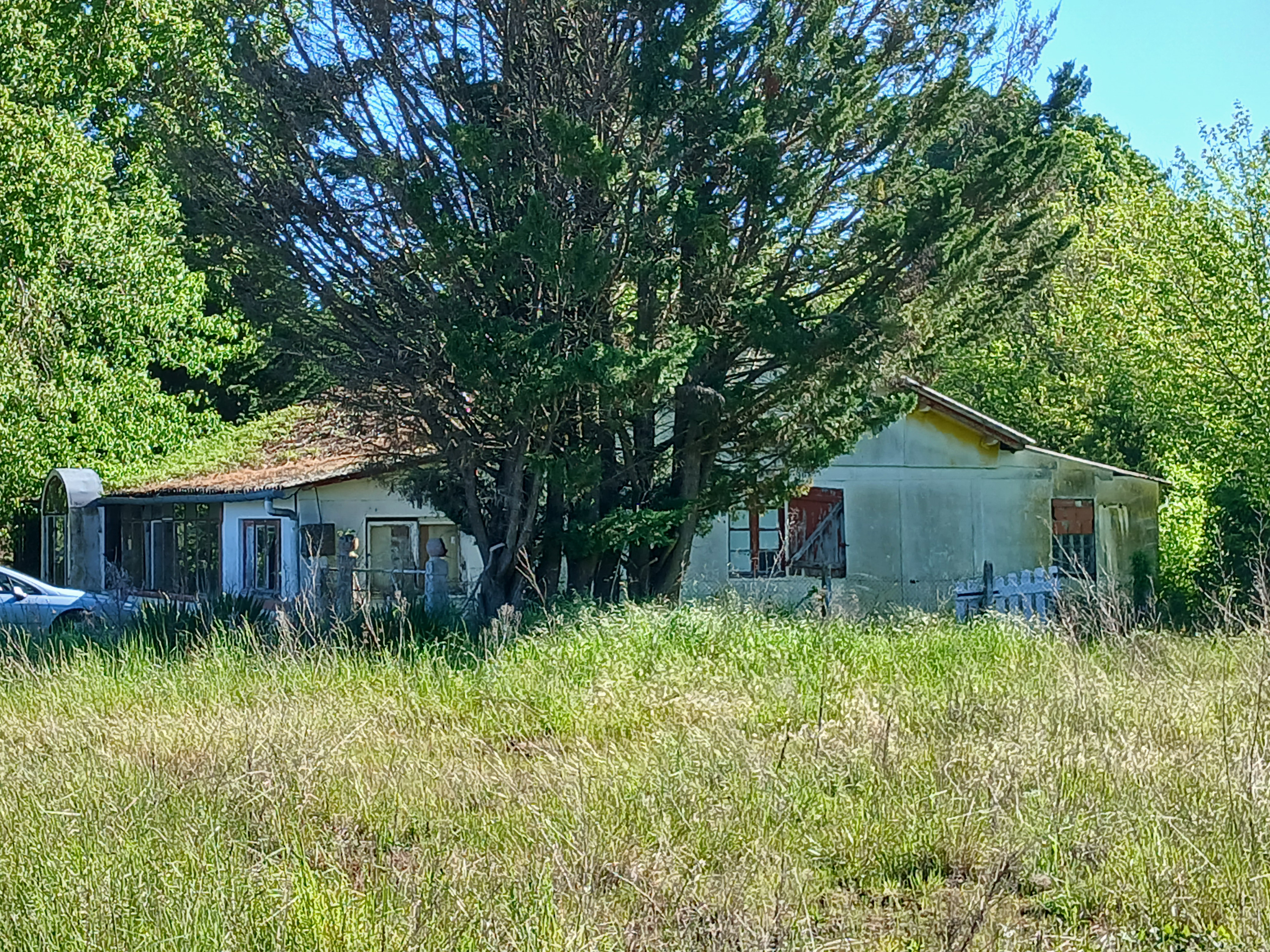
Ancienne maison de prostitution dans la forêt face à l'entrée du camp à Retjons.

## Intérêt écologique
En dépit de l'usage militaire des lieux, des zones de landes marécageuses originelles subsistent, dans cet espace peu soumis aux activités agricoles et urbaines. Le camp est ainsi l'habitat de différentes espèces d'oiseaux telles que l'alouette des champs, le courlis cendré, le pipit des prés, la fauvette pitchou et la grue cendrée.